# جيرالدين لوران
جيرالدين لوران (بالفرنسية: Géraldine Laurent)‏ هي عازفة الجاز فرنسية، ولدت في 18 يناير 1975 في نيور في فرنسا.

## وصلات خارجية
- الموقع الرسمي
- جيرالدين لوران على موقع ميوزك برينز (الإنجليزية)
- جيرالدين لوران على موقع ديسكوغز (الإنجليزية)